# Джини Харцмарк
Джини Харцмарк (на английски: Gini Hartzmark) е американска писателка на произведения в жанра правен и финансов трилър.

## Биография и творчество
Джини Харцмарк е родена през 1957 г. в Кливланд, Охайо, САЩ. Израства в Чикаго. В продължение на една година учи право в Чикагския университет и напуска, след което учи бизнес икономика в продължение на една година в университета и също напуска, за да гледа децата си и да пише.
Подкрепена от съпруга си, в продължение на 10 години пише първия си ръкопис.
Първият ѝ съдебен трилър „Безумно разследване“ от поредицата „Кейт Милхоланд“ е публикуван през 1992 г. Главната героиня е умелата чикагска адвокатка Кейт Милхоланд, която поема трудни за решаване дела и прави и невъзможното да ги спечели с риск за собствения си живот. Книгата става бестселър и е номинирана за наградата „Едгар“ за най-добър първи роман. „Безумно разследване“ е за компания, която е изправена пред враждебно поглъщане, „Последна възможност“ е за фючърсния пазар, „Горчив бизнес“ е за компания за химическо покритие, а „Фатална реакция“ е за изследване на наркотици и високи залози във фармацевтична компания. Сюжетите на книгите ѝ се развиват винаги в Чикаго през зимния сезон.
През 1993 г. се мести със семейството си във Финикс, Аризона.
През 2000 – 2001 г., в чест на новия век, заедно с още 10 автори, участва в творчески експеримент като пишат съвместно романа „Фатални подозрения“. Участват Уилям Бернхард (редактор), Филип Марголин, Бони Макдугъл, Джон Лескроарт, Лайза Скоталайн, и др. Получените хонорари от този криминално-правен трилър са дарени на организацията „The Nature Conservancy“.
Едновременно с писането на романи пише статии по различни теми за „Чикаго сън-таймс“, и други национални списания.
Джини Харцмарк живее със семейството си в Бока Ратон, Флорида.

## Произведения

### Самостоятелни романи
- Natural Suspect (2001) – с Уилям Бърнхарт, Лесли Глас, Майкъл Палмър, Джон Каценбах, Филип Марголин, Бони Макдъгъл, Брад Мелцър, Джон Лескроарт, Лайза Скоталайн и Лорънс Шеймс
Фатални подозрения, изд.: „ИнфоДАР“, София (2005), прев. Боряна Даракчиева

### Серия „Кейт Милхоланд“ (Kate Millholland)
1. Principal Defense (1992)
Безумно разследване, изд. „Весела Люцканова“ София (1997), прев. Вихра Ганчева
2. Final Option (1994)
Последна възможност, изд. „Весела Люцканова“ София (1998), прев. Вихра Ганчева
3. A Bitter Business (1995)
Горчив бизнес, изд. „Весела Люцканова“ София (1999), прев. Вихра Ганчева
4. Fatal Reaction (1998)
5. Rough Trade (1998)
6. Dead Certain (2000)